# Meister des St.-Barbara-Altars

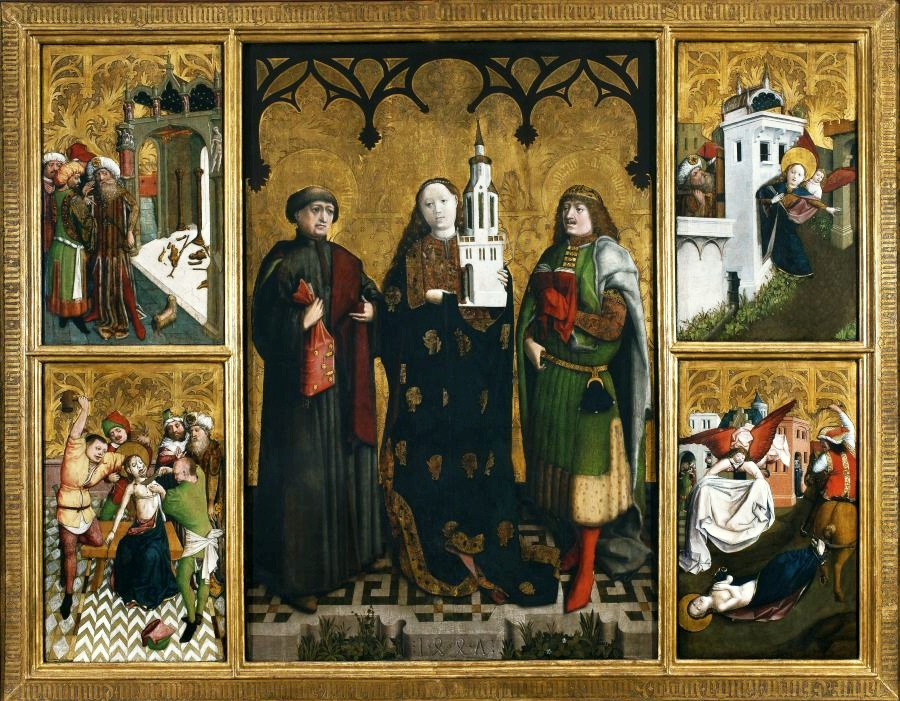
Meister des St.-Barbara-Altars: St.-Barbara-Altar, Mitteltafel, 1447, Schlesien

Als Meister des St.-Barbara-Altars (polnisch Mistrz ołtarza św. Barbary) wird der mittelalterliche Maler bezeichnet, der den gotischen Hochaltar der Kirche St. Barbara in Breslau gemalt hatte. Der Flügelaltar wurde um 1447 im Rahmen der Renovierung der Kirche in einer Periode großer wirtschaftlicher Blüte der Stadt Breslau geschaffen, die nach dem Tod des Breslauer Herzogs Heinrich VI. zusammen mit dem Herzogtum Breslau 1335 als erledigten Lehen an die Krone Böhmen gefallen war. Die Arbeit des Meisters des St.-Barbara-Altars ist eines der Beispiele der außerordentlichen Qualität und Stilvielfalt künstlerischer Arbeiten des Mittelalters in Breslau, das damals wie Prag, Krakau und Danzig eines der künstlerischen Zentren in Mitteleuropa war. Die hohe Qualität der Arbeit des Meisters des St.-Barbara-Altars lässt erkennen, dass Breslau innerhalb Europas und besonders auch als Begegnungsstätte von west- und osteuropäischen Einflüssen künstlerische Bedeutung hatte und sich dort bedeutende Kunstwerke ansammelten.
Heute ist von dem St.-Barbara-Altar nur noch die Mitteltafel erhalten, die Flügel des Altares sind seit dem Ende des Zweiten Weltkriegs 1945 verschollen. Die ehemals katholische Kirche St. Barbara ist heute der Dom der orthodoxen Breslau-Stettiner Diözese, die Reste des St.-Barbara-Altars befinden sich im Nationalmuseum in Warschau. Die Mitteltafel gilt als ein Hauptwerk der spätgotischen Malerei in Schlesiens, aber auch der Gotik allgemein. Sie besteht aus einer zentralen Tafel, die rechts und links von jeweils zwei anschließenden kleineren Tafeln umgeben ist. Die Bilder zeigen im Mittelteil die hl. Barbara zusammen mit den Heiligen Felix und Adauctus sowie an den Seiten Szenen aus der Legende der Barbara. Auch die verlorengegangenen Flügel zeigten solche Szenen.
Der Meister des St.-Barbara-Altars steht stilistisch am Ende der Internationalen Gotik. Seine Malweise zeigt zeitgenössischen Einfluss aus dem süddeutschen Raum, weiter ist in seiner detailgetreuen Darstellung des Hintergrundes und der gut beobachteten Natur der Einfluss niederländischer Malerei seiner Zeit zu erkennen. Da der Meister in seinen Bildern Episoden aus der Legende der hl. Barbara ausgewählt hat, die besonders im flämischen Raum bekannt waren wird weiter seine enge Beziehung besonders zu dieser Region vermutet.
Dem Meister des St.-Barbara-Altars und seiner Werkstatt wird weiter noch das Bild Das Schweißtuch der Veronika zugeschrieben, das sich ebenfalls im Nationalmuseum in Warschau befindet. Auch dieses Bild zeigt, dass der Meister in seiner naturalistischen, detailgetreuen Abbildung des Kopfes des Leidenden Christus von neuen Stilrichtungen der zeitgenössischen Malerei beeinflusst war.
Eventuell handelt es sich beim Meister des St.-Barbara-Altars um den Maler Wilhelm Kalteysen von Aachen, der von ca. 1420 bis um 1496 nachweisbar ist.